# Mustafa Karadayi
Mustafa Sali Karadayi (en bulgare : Мустафа Сали Карадайъ ; en turc : Mustafa Sali Karadayı), né le 8 mai 1970 à Borino (oblast de Smolyan, dans le sud de la Bulgarie), est un homme politique bulgare, membre de la communauté turque et président du Mouvement des droits et des libertés (MDL) du 24 avril 2016 au 7 novembre 2023.

## Biographie
Diplômé de l'Université d'économie nationale et mondiale (Sofia), il enseigne l'informatique à la Nouvelle Université Bulgare (1996-2001) et s'engage en politique avec l'aile jeunesse du MDL, qu'il dirige de 1998 à 2003.
Il est élu à l'Assemblée nationale lors des élections de mai 2013 et réélu en 2014. En décembre 2015, à la suite de l'expulsion de Lioutvi Mestan, accusé de servir les intérêts de la Turquie, il devient l'un des trois co-présidents de son parti, formant un « triumvirat » provisoire aux côtés de Rushen Riza et Chetin Kazak (en). Le 24 avril 2016, il est élu à l'unanimité président du MDL.
Il est réélu à l'Assemblée nationale lors des élections de 2017, mais son parti perd 12 sièges et n'en compte plus que 26. Il quitte les bancs de l'Assemblée nationale en 2021.
Il est candidat à l'élection présidentielle dont le premier tour se tient le 14 novembre 2021. Il termine à la troisième place avec 11,57 % des voix.